# Кинотелевизионная система
Кинотелевизио́нная систе́ма с промежуточной плёнкой, Цвишенфи́льм (нем. Zwischenfilmverfahren) — телевизионная система для передачи движущегося изображения, использующая промежуточную киноплёнку вместо телевизионной передающей камеры. С 1934 года работала на телевидении Германии из-за непригодности для натурных съёмок первых электронных телекамер с низкочувствительным иконоскопом. Широко применялась во время берлинской Олимпиады 1936 года.
С ноября того же года использовалась в Великобритании в течение первых трёх месяцев регулярного вещания «Би-би-си».

## Принцип действия
Система монтировалась на шасси автобуса и могла самостоятельно передвигаться к месту событий.
Для съёмки изображения и записи звука использовался (см. рисунок) киносъёмочный аппарат 1, установленный на крыше автобуса. Оптическая фонограмма записывалась в камере на плёнку вместе с изображением для их синхронизации при последующем воспроизведении. Экспонированная негативная киноплёнка подавалась вниз по светонепроницаемому жёлобу к проявочной машине 2. Конструкция жёлоба и крепление аппарата позволяли поворачивать камеру для горизонтального панорамирования в пределах, ограниченных допустимым перекручиванием плёнки. После химико-фотографической обработки проявленная и отфиксированная киноплёнка промывалась в баке 3 и поступала в сушильный шкаф 4. Готовый фильм попадал в телекинопроектор 5, где негативное изображение преобразовывалось в позитивный телевизионный видеосигнал, передававшийся по кабелю 7 в телецентр. Совмещённая фонограмма считывалась здесь же, чтобы отставание звука полностью соответствовало временно́й задержке изображения. Монитор 6 позволял контролировать качество изображения. Прибыв на место съёмок, система подключалась к водопроводу 9 и канализации 8 для циркуляции промывной воды, но могла работать и автономно. 
Скорость движения киноплёнки в проявочной машине подбиралась в соответствии с частотой съёмки и проекции 25 кадров в секунду, совпадавшей с кадровой частотой принятого в Германии стандарта разложения на 180 строк с прогрессивной развёрткой. Быстродействующие химикаты позволяли проводить обработку фильма так быстро, что задержка изображения составляла 1—2 минуты. Кроме того, такая технология впервые позволяла осуществлять повторный показ наиболее интересных моментов, что особенно важно при организации спортивных трансляций.
При отсутствии технологии видеозаписи дополнительным преимуществом системы было сохранение снятого изображения с кинематографическим качеством, недоступным при кинорегистрации телесигнала с кинескопа. Это позволяло осуществлять повторные трансляции событий и даже использовать съёмку в кинохронике. 
Недостатком такой технологии съёмки были высокие затраты на киноплёнку и невозможность быстро менять точку съёмки, поскольку автобус с оборудованием устанавливался стационарно. Ни о каком монтаже не могло быть и речи, поэтому все телерепортажи, отснятые с помощью кинотелесистемы, демонстрируют событие с одной точки одним кадром. Кроме того, необходимость непрерывной работы механизмов камеры, процессора и проектора снижала надёжность системы, которая в случае обрыва плёнки требовала сложной перезарядки и становилась неработоспособной.
Существовала разновидность технологии, использовавшая кольцо из киноплёнки, эмульсия которой после телекинопроекции смывалась, а вместо неё поливалась свежая, готовая к новому экспонированию. Такой способ позволял снизить расходы на киноплёнку, обеспечивая почти полную регенерацию серебра. Однако, в таком виде система была ещё сложнее и, кроме того, не позволяла делать повторы и сохранять изображение. Двукратную экономию приносило разрезание стандартной 35-мм киноплёнки пополам, до ширины 17,5 мм. Уменьшение размера кадра никак не сказывалось на качестве 180-строчного изображения. 
После 1937 года, с появлением высокочувствительных супериконоскопов и суперортиконов, от громоздкой кинотелевизионной системы отказались в пользу более мобильных электронных камер, позволявших снимать многокамерным способом без временно́й задержки.

## Другое использование
В некоторых странах, в том числе в СССР, предпринимались попытки приспособить подобную технологию для демонстрации телевизионного изображения на большом экране. Для этого изображение, получаемое на кинескопе, снималось на киноплёнку, а после быстрой проявки демонстрировалось кинопроектором. Однако, чрезвычайно низкое качество получаемого изображения заставило отказаться от такого применения «цвишенфильма».